# Zamek w Starym Oleksińcu
Zamek w Starym Oleksińcu – zbudowany został pod koniec XVI w.. przez rodzinę Czartoryskich.

## Pałac
W połowie XIX w., kiedy należał do hr. Wawrzyńca Rzyszczewskiego przeprowadzono remont założenia i zamek został przebudowany na pałacyk, w którym zgromadzono bogaty księgozbiór zapoczątkowany jeszcze przez Czartoryskich. Podczas I wojny światowej pałac uległ zniszczeniu.

## Architektura
Zamek był budowlą obronną składającą się z: budynków mieszkalnych i gospodarczych, dziedzińca, kwadratowej wieży obronnej zakończonej krenelażem a całość otaczał mur obronny z narożnymi bastejami.
Do naszych czasów zachowały się pozostałości ruin pałacu i część bastionów. Ocalał kościół zamkowy z 1756 roku, obecnie cerkiew prawosławna.